# Фаузі Руїсі
Фаузі Руїсі (фр. فوزي الرويسي, нар. 20 березня 1971, Туніс) — туніський футболіст, що грав на позиції нападника в тому числі за національну збірну Тунісу.

## Клубна кар'єра
У дорослому футболі дебютував 1988 року виступами на батьківщині за команду «Клуб Африкен», в якій провів чотири сезони. 
1992 року перейшов до французького «Кана», в команді якого протягом двох років був гравцем основного складу. Згодом у 1994–1995 роках захищав кольори саудівського «Аль-Ріяда».
1995 року повернувся на батьківщину, до рідного «Клуб Африкен», у складі якого провів наступні п'ять сезонів. Пізніше у 2000–2002 роках знову грав за кордоном, у Німеччині за «Гройтер» та в ОАЕ за «Аль-Вахду» (Абу-Дабі).
Утім завершував ігрову кар'єру все ж в рідному «Клуб Африкен», за який провів 9 матчів у сезоні 2002/03.

## Виступи за збірну
1989 року дебютував в офіційних матчах у складі національної збірної Тунісу.
У складі збірної був учасником домашнього Кубка африканських націй 1994 року та Кубка африканських націй 1998 року в Буркіна Фасо.
Загалом протягом кар'єри в національній команді, яка тривала 13 років, провів у її формі 52 матчів, забивши 18 голів.